# AT4

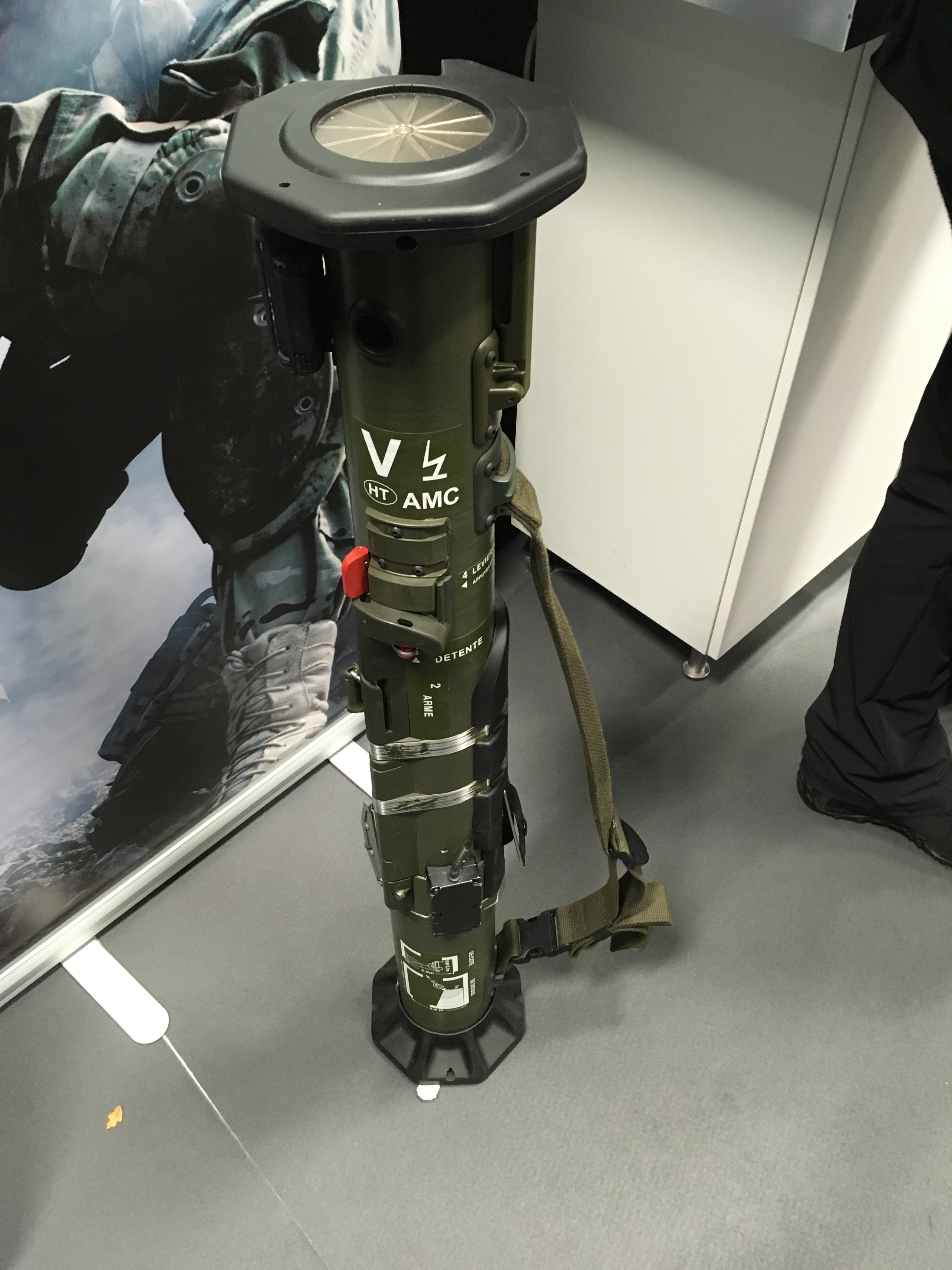
РПГ AT4 84 мм

 AT4  — шведський одноразовий ручний протитанковий гранатомет. Реактивна граната — некерована, калібр 84 мм.

## Опис
Гранатомет, призначений, в першу чергу, для боротьби з броньованими цілями, але може бути використаний в ролі протипіхотної зброї. AT4 є спільною розробкою компанії SAAB Bofors Dynamics (Швеція) та корпорації ATK США.

### Варіанти гранатомета AT4
| Індекс постріла)                          | Тип бойової частини  | Вага гранатомета, кг | Калібр гранати, мм | Бронепробиття, мм | Початкова швидкість гранати, м/с | Ефективна дальність, м |
| ----------------------------------------- | -------------------- | -------------------- | ------------------ | ----------------- | -------------------------------- | ---------------------- |
| AT4 HEAT — Light Anti-Armour Weapon       | кумулятивна          | 6,7                  | 84                 | 420               | 290                              | 700                    |
| AT4 CS AST — Anti-Structure Tandem Weapon | бронебійно-осколкова | 8,9                  | 84                 | -                 | 205                              | -                      |
| AT4 CS HP — Light Anti-Armour Weapon      | кумулятивна          | 7,8                  | 84                 | 500               | 220                              | -                      |

Модификацію CS можливо застосовувати у приміщеннях.

## Оператори
- Швеція
- Україна — 15 000 передано США і 6000 Швецією.
- США — близько 600 000 одиниць[2]

### Індія
В грудні 2021 року пропозиція Saab перемогла на конкурсі одноразового реактивного гранатомета для сухопутних та військово-повітряних військ Індії.
Серед іншого, буде замовлено варіант AT4CS AST з тандемною бойовою частиною та придатний до пуску з приміщень (для війни у місті).

### Сполучені Штати Америки
19 липня 2020 року стало відомо, що Saab отримав 100-мільйонний контракт від Збройних сил США на постачання одноразових протитанкових гранатометів AT4.
Контракт підписано в рамках укладеної 2019 року рамкової угоди, яка дала можливість США розміщувати замовлення на гранатомети AT4 та боєприпаси для «Карла-Густава» протягом п'ятирічного періоду на суму до 445 мільйонів доларів США в інтересах Армії, Корпусу морської піхоти та Сил спеціальних операцій. Поставки за цим контрактом відбудуться 2021 року. Зазначається, що з 1987 року компанія Saab поставила Збройним силам США понад 600 000 гранатометів АТ4, як безпосередньо, так і виготовлених за ліцензією.

### Україна
На тлі російського вторгнення в Україну 2022 року, влада Швеції оголосила 10 березня 2022 року про відправлення в Україну 5000 одиниць гранатометів АТ4.
23 березня 2022 року було оголошено про додаткове постачання 5 000 одиниць протитанкової зброї.
На початку червня 2022 року шведський уряд запропонував передати Україні додаткові оборонні засоби у вигляді протикорабельного ракетного комплексу RBS 17, снайперських гвинтівок AG 90 (шведське позначення гвинтівки Barrett M82) та боєприпасів до них, а також додатково 5000 шведських безвідкотних протитанкових гранатометів AT4.